# Lowry (Minnesota)
Lowry è un comune degli Stati Uniti d'America, situato nello Stato del Minnesota, nella contea di Pope.